# وقفه در مرگ
وقفه در مرگ نام رمانی نوشته ژوزه ساراماگو است که در سال ۲۰۰۵ به چاپ رسیده.

## خلاصه داستان
داستان از جایی آغاز می‌شود که در محدودهٔ یک کشور برای مدتی هیچ مرگی اتفاق نمی‌افتد. این مسئله که ابتدا باعث خوشحالی مردم شده به مرور زمان زمینه‌ساز بروز مشکلاتی می‌شود. همچنین بخش‌های پایانی کتاب دربرگیرنده اتفاق عجیبی است که برای فرشته مرگ ضمن گرفتن جان انسان‌ها رخ می‌دهد.